# 安那般那念
安那般那念（あんなはんなねん、巴: ānāpāna-sati:アーナーパーナ・サティ、梵: ānāpāna-smṛti:アーナーパーナ・スムリティ）とは、仏教の瞑想の一種。安般念（あんぱんねん）、安般守意（あんぱんしゅい）、阿那波那（あなはな）、入出息念、出入息念、持息念、数息観などとも。
安那般那念は、狭義には文字通り、入出息（呼吸）を意識する（あるいは、呼吸を数える）ことで、意識を鎮静・集中させる止行（サマタ）の一種、ないしは導入的な一段階を意味するが、広義には、そこから身体の観察へと移行していき、四念処に相当する観行（ヴィパッサナー）の領域も含む。
上座部仏教圏では、パーリ語経典経蔵中部の『入出息念経』（安般念経、Anapanassati-sutta）、相応部の『入出息相応』（安般相応、Anapana-samyutta）等で説かれ、多くの宗派で必須の行法となっている。四十業処の十隨念の中の1つ。
大乗仏教・中国仏教圏では『雑阿含経』『大安般守意経』『修行道地経』などで説かれ、六妙門、八念、十念、十六特勝といった行法の一部ないし全般に相当するものとして知られる。また五停心観の中の1つ。

## 語義
ānāpāna（アーナーパーナ）とは、āna（アーナ）とapāna（アパーナ）の合成語であり、āna（アーナ）は入息を、apāna（アパーナ）は出息を意味する。
また、sati（サティ）やsmṛti（スムリティ）は、念（意識していること）を意味する。
合わせて、ānāpāna-sati（アーナーパーナ・サティ）、ānāpāna-smṛti（アーナーパーナ・スムリティ）とは、入出息（呼吸）を意識すること（あるいは、呼吸を数えること）を意味し、上記のような音訳・意訳も含む、様々な漢訳語が生み出され、使用されている。

## パーリ仏典
「安那般那念経」（Ānāpānasati sutta）では、呼吸を使った瞑想法について次のように具体的に記述されている。以下は安那般那念経(パーリ語の英訳版)からの引用である。
これがどのように修行をするのかについて書かれた一節である。このような修行に関して次のように述べられている。